# NK Slaven Belupo
Nogometni klub Slaven Belupo Koprivnica – chorwacki klub piłkarski z siedzibą w Koprivnicy. Został założony w 1912 roku.

## Historia
Chronologia nazw:
- 1907: Đački NK (Koprivnica)
- 1912: HŠK Slaven (Koprivnica)
- 1926: HŠK Viktorija (Koprivnica)
- 1930: HŠK Koprivnica (Koprivnica)
- 19??: HŠK Danica (Koprivnica)
- 19??: RNHŠK Sloga (Koprivnica)
- 1945: FD Slaven (Koprivnica)
- 1953: SD Podravka (Koprivnica)
- 1958: NK Slaven (Koprivnica)
- 1992: NK Slaven Bilokalnik (Koprivnica)
- 1994: NK Slaven Belupo (Koprivnica)

Pierwszym piłkarskim klubem w Koprivnicy był założony w czerwcu 1907 roku przez studentów, Đački nogometni klub (co po polsku znaczy Studencki Klub Piłkarski). Nazwa Slaven pierwszy raz pojawiła się, kiedy 20 sierpnia 1912 roku rodzina Freidrich założyła sportowy klub o nazwie HŠK Slaven. I właśnie ta data jest uważana za oficjalną datę utworzenia klubu, który istnieje dziś jako NK Slaven Belupo Koprivnica. Klub ten wygrał chorwackie mistrzostwa regionalne w 1920 roku. Potem zmieniono nazwę drużyny na HŠK Victorija. Jednak klub zbankrutował i przestał istnieć na 4 lata (1926–1930).
Pomiędzy rokiem 1930 a 1945, klub był znany jako HŠK Koprivnica, HŠK Danica i RNHŠK Sloga. W latach 1953–1958 nosił nazwę SD Podravka i dopiero potem przemianowano go na NK Slaven. Nazwa Slaven przetrwała do dziś, zmieniały się tylko człony poszczególnych sponsorów klubu. W latach 1992–1994 klub nazywał się NK Slaven Bilokalnik, a od 1994 nosi obecną nazwę z drugim członem Belupo, który pochodzi od sponsora Belupo – chorwackiej firmy farmaceutycznej.
Slaven do pierwszej ligi wszedł po raz pierwszy w 1997 roku i gra w niej do dziś. W 2000 roku niespodziewanie zajął 5. miejsce w lidze i zakwalifikował się do Pucharu Intertoto. Tam zaszedł do 3. rundy, w której uległ czeskiej Sigmie Ołomuniec (0:0 i 0:2). Rok później Slaven powtórzył sukces i odpadł dopiero w finale z angielską Aston Villą przegrywając 2:3 w dwumeczu. W kolejnych dwóch występach w Intertoto Slaven został wyeliminowany kolejno przez VfB Stuttgart oraz Lille OSC. W ostatnim występie w tym pucharze w 2005 roku odpadli w 3. rundzie z Deportivo La Coruña.

## Skład na sezon 2015/2016
| Nr | Poz. | Piłkarz                                         |
| -- | ---- | ----------------------------------------------- |
| 1  | BR   | Matjaž Rozman                                   |
| 3  | OB   | Marko Martinaga                                 |
| 4  | PO   | Vinko Međimorec                                 |
| 5  | OB   | Tomislav Mikulić                                |
| 6  | PO   | Ljuban Crepulja                                 |
| 7  | PO   | Stefan Savić                                    |
| 8  | NA   | Muzafer Ejupi                                   |
| 9  | NA   | Filip Mihaljević (wypożyczony z Dinama Zagrzeb) |
| 10 | PO   | Petar Brlek                                     |
| 11 | PO   | Goran Paracki                                   |
| 12 | BR   | Antun Marković                                  |
| 13 | PO   | David Arap                                      |
| 14 | PO   | Mateas Delić                                    |

| Nr | Poz. | Piłkarz                                |
| -- | ---- | -------------------------------------- |
| 15 | NA   | Sandi Križman                          |
| 16 | OB   | Vedran Purić                           |
| 17 | PO   | Stjepan Oštrek                         |
| 18 | OB   | Gordan Barić                           |
| 19 | OB   | Adel Halilović                         |
| 20 | PO   | Mario Gregurina                        |
| 21 | PO   | Nikola Jambor                          |
| 22 | OB   | Nejc Potokar                           |
| 23 | NA   | Marko Marciuš                          |
| 24 | OB   | Dino Štiglec                           |
| 25 | BR   | Ante Bilandžić                         |
| 26 | OB   | Nino Galović (wypożyczony z RNK Split) |
| 30 | PO   | Filip Ozobić                           |

## Stadion
Stadion Slaven Belupo nosi nazwę Gradski stadion i może pomieścić 3000 widzów.

## Europejskie puchary
Legenda do wszystkich tabel:
- Q – runda eliminacyjna, 1/16, 1/8, 1/4, 1/2 – odpowiednia faza rozgrywek, Grupa – runda grupowa, 1r gr – pierwsza runda grupowa, 2r gr – druga runda grupowa, F – finał, R – runda, PO – play-off
- k. – rzuty karne, los. – losowanie, Dogr. – dogrywka, w. – zasada bramek strzelonych na wyjeździe

| Sezon   | Rozgrywki        | Runda | Przeciwnik           | Dom | Wyjazd | Ogólnie |
| ------- | ---------------- | ----- | -------------------- | --- | ------ | ------- |
| 2000    | Puchar Intertoto | 1R    | Glenavon             | 3–0 | 1–1    | 4–1     |
| 2000    | Puchar Intertoto | 2R    | Zagłębie Lubin       | 0–0 | 1–1    | 1–1, w. |
| 2000    | Puchar Intertoto | 3R    | Sigma Ołomuniec      | 1–1 | 0–1    | 1–2     |
| 2001    | Puchar Intertoto | 1R    | Anorthosis Famagusta | 7–0 | 2–0    | 9–0     |
| 2001    | Puchar Intertoto | 2R    | SC Bastia            | 1–0 | 1–0    | 2–0     |
| 2001    | Puchar Intertoto | 3R    | Aston Villa          | 2–1 | 0–2    | 2–3     |
| 2002    | Puchar Intertoto | 1R    | OD Trenčín           | 5–0 | 1–3    | 6–3     |
| 2002    | Puchar Intertoto | 2R    | CF Os Belenenses     | 2–0 | 1–0    | 3–0     |
| 2002    | Puchar Intertoto | 3R    | Marek Dupnica        | 3–1 | 3–0    | 6–1     |
| 2002    | Puchar Intertoto | 1/2   | VfB Stuttgart        | 0–1 | 1–2    | 1–3     |
| 2004    | Puchar Intertoto | 1R    | Hibernians Paola     | 3–0 | 1–2    | 4–2     |
| 2004    | Puchar Intertoto | 2R    | Vllaznia Szkodra     | 2–0 | 0–1    | 2–1     |
| 2004    | Puchar Intertoto | 3R    | Spartak Trnawa       | 0–0 | 2–2    | 2–2, w. |
| 2004    | Puchar Intertoto | 1/2   | Lille OSC            | 1–1 | 0–3    | 1–4     |
| 2005    | Puchar Intertoto | 1R    | Drava Ptuj           | 1–0 | 1–0    | 2–0     |
| 2005    | Puchar Intertoto | 2R    | Gloria Bystrzyca     | 3–2 | 1–0    | 4–2     |
| 2005    | Puchar Intertoto | 3R    | Deportivo La Coruña  | 0–3 | 0–1    | 0–4     |
| 2007/08 | Puchar UEFA      | 1Q    | Teuta                | 6–2 | 2–2    | 8–4     |
| 2007/08 | Puchar UEFA      | 2Q    | Galatasaray SK       | 1–2 | 1–2    | 2–4     |
| 2008/09 | Puchar UEFA      | 1Q    | Marsaxlokk           | 4–0 | 4–0    | 8–0     |
| 2008/09 | Puchar UEFA      | 2Q    | Aris FC              | 2–0 | 0–1    | 2–1     |
| 2008/09 | Puchar UEFA      | 1R    | CSKA Moskwa          | 1–2 | 0–1    | 1–3     |
| 2009/10 | Liga Europy      | 1Q    | Birkirkara           | 1–0 | 0–0    | 1–0     |
| 2009/10 | Liga Europy      | 2Q    | Miłano Kumanowo      | 8–2 | 4–0    | 12–2    |
| 2009/10 | Liga Europy      | 3Q    | Tromsø               | 0–2 | 1–2    | 1–4     |
| 2012/13 | Liga Europy      | 2Q    | Portadown            | 6–0 | 4–2    | 10–2    |
| 2012/13 | Liga Europy      | 3Q    | Athletic Bilbao      | 2–1 | 1–3    | 3–4     |